# Millard megye
Millard megye az Amerikai Egyesült Államokban, azon belül Utah államban található. Megyeszékhelye Fillmore, legnagyobb városa Delta. Lakosainak száma 12 975 fő (2020. április 1.). Millard megye Juab, Sanpete, Sevier, Beaver, Lincoln és White Pine megyékkel határos.

## Népesség
A megye népességének változása:
| Lakosok száma | 12 521 | 12 618 | 12 570 | 12 662 | 12 645 | 12 975 |
|               | 2010   | 2011   | 2012   | 2013   | 2015   | 2020   |